# Puerto de Jurong
El Puerto de Jurong (en chino: 裕廊海港私人有限公司; en inglés: Jurong Port) es un operador portuario con sede en Singapur, que opera el único puerto multipropósito en Singapur, maneja carga suelta y carga contenerizada. El puerto acoge más de 40.000 peticiones de buques anualmente.
Está limitado por la vía Jalan Ahmad Ibrahim, la vía Jurong Pier, la autopista de la isla Jurong, la avenida Seraya y Sugnei Jurong, incluyendo la isla Damar Laut.
En 1963, el puerto de Jurong fue creado por la Junta de Desarrollo Económico de Singapur (EDB) para apoyar el crecimiento de él primero y más grande parque industrial de Singapur. En 1965, el puerto inició oficialmente sus operaciones.